# 伊勢子老
伊勢 子老（いせ の こおゆ）は、奈良時代の貴族。氏姓は中臣伊勢連のち中臣伊勢朝臣、伊勢朝臣。官位は従五位下・大和介。

## 経歴
天平宝字8年（764年）9月の藤原仲麻呂の乱の最中に中臣伊勢老人が連姓から朝臣姓に改姓しているが、この際に子老も改姓したか。天平神護2年（766年）外従五位下に昇叙され、神護景雲3年（769年）伊賀守に任ぜられる。またこの間に、中臣伊勢朝臣から伊勢朝臣に改姓している。
光仁朝の宝亀5年（774年）造宮少輔に任ぜられると、のち大和介を務めたらしく、宝亀8年（777年）7月の大和国符には、大和介として子老の署名が佐位荘券にある。同年8月には内位の従五位下に叙せられた。

## 官歴
特記のないものは『続日本紀』による。
- 天平宝字8年（764年） 9月11日：中臣伊勢連から中臣伊勢朝臣に改姓
- 時期不詳：正六位上
- 天平神護2年（766年） 11月5日：外従五位下
- 時期不詳：中臣伊勢朝臣から伊勢朝臣に改姓
- 神護景雲3年（769年） 6月9日：伊賀守
- 宝亀5年（774年） 9月4日：造宮少輔
- 宝亀8年（777年） 7月2日：見大和介[1]。8月4日：従五位下（内位）